# 朴景晥
朴 景晥 (パク・キョンファン、ハングル: 박경환、ラテン翻字: PARK Kyung-Hwan、1976年12月29日 - ) は、韓国出身のサッカー選手である。ポジションはディフェンダー。ベルマーレ平塚時代の登録名は朴ギョンファンであった。

## 経歴
ソウル特別市内の中学校を卒業後、首都工業高等学校、高麗大学校を経て1998年にベルマーレ平塚に入団。入団時には「洪明甫2世」と称されたが、平塚では出場機会がなく、同年度シーズン終了後退団した。
1999年から翌2000年までドイツのサッカークラブ、FSVフランクフルトに在籍した後、2001年に帰国してKリーグ・全北現代モータースに入団し、翌2002年度まで在籍した。
2003年、同年度よりKリーグに新規参入した大邱FCに入団、第1次登録選手のひとりとして発表された。翌2004年まで在籍した後、2005年3月に浦項スティーラースへの入団が発表されたが、同年度末に退団した。

## 個人成績
| 国内大会個人成績 | 国内大会個人成績 | 国内大会個人成績 | 国内大会個人成績 | 国内大会個人成績 | 国内大会個人成績 | 国内大会個人成績 | 国内大会個人成績 | 国内大会個人成績 | 国内大会個人成績 | 国内大会個人成績 | 国内大会個人成績 |
| 年度             | クラブ           | 背番号           | リーグ           | リーグ戦         | リーグ戦         | リーグ杯         | リーグ杯         | オープン杯       | オープン杯       | 期間通算         | 期間通算         |
| 年度             | クラブ           | 背番号           | リーグ           | 出場             | 得点             | 出場             | 得点             | 出場             | 得点             | 出場             | 得点             |
| 日本             | 日本             | 日本             | 日本             | リーグ戦         | リーグ戦         | リーグ杯         | リーグ杯         | 天皇杯           | 天皇杯           | 期間通算         | 期間通算         |
| ---------------- | ---------------- | ---------------- | ---------------- | ---------------- | ---------------- | ---------------- | ---------------- | ---------------- | ---------------- | ---------------- | ---------------- |
| 1998             | 平塚             | 24               | J                | 0                | 0                | 0                | 0                | 0                | 0                | 0                | 0                |
| 通算             | 日本             | 日本             | J                | 0                | 0                | 0                | 0                | 0                | 0                | 0                | 0                |
| 総通算           | 総通算           | 総通算           | 総通算           | 0                | 0                | 0                | 0                | 0                | 0                | 0                | 0                |